# گلنگاری، تاسمانیا
گلنگاری (به انگلیسی: Glengarry) یک شهرک در استرالیا است که در تاسمانی واقع شده‌است.